# Pàvel Kolobkov
Pàvel Kolobkov (en rus: Павел Колобков) (Moscou, Unió Soviètica, 22 de setembre de 1969) és un tirador d'esgrima rus, ja retirat, guanyador de vint-i-set medalles entre Jocs Olímpics, Campionats del Món i Campionats d'Europa.

## Biografia
Va néixer el 22 de setembre de 1969 a la ciutat de Moscou, capital en aquells moments de la República Socialista Federada Soviètica de Rússia (Unió Soviètica) i que avui dia és capital de la Federació Russa.

## Carrera esportiva
Va participar, als 18 anys, en els Jocs Olímpics d'Estiu de 1988 celebrats a Seül (Corea del Sud) on, en representació de la Unió Soviètica, va aconseguir guanyar la medalla de bronze en la prova masculina per equips de la modalitat d'espasa.
En els Jocs Olímpics d'Estiu de 1992 celebrats a Barcelona (Catalunya), en representació de l'Equip Unificat, va aconseguir guanyar la medalla de plata en la prova individual i la medalla de bronze en la prova d'equips.
En els Jocs Olímpics d'Estiu de 1996 realitzats a Atlanta (Estats Units), en representació de Rússia, va aconseguir guanyar la medalla de plata en la prova per equips i finalitzà catorzè en la prova individual. En els Jocs Olímpics d'Estiu de 2000 realitzats a Sydney (Austràlia) va guanyar la medalla d'or en la prova individual i en els Jocs Olímpics d'Estiu de 2004 realitzats a Atenes (Grècia) convertí aquest metall en bronze. En aquests mateixos Jocs finalitzà quart en la prova per equips, guanyant així un diploma olímpic.
Al llarg de la seva carrera ha guanyat nou medalles en el Campionat del Món d'esgrima, cinc d'elles d'or; i nou medalles en el Campionat d'Europa de l'especialitat, dues d'elles d'or.

## Carrera política
Una vegada retirat va exercir diferents càrrecs polítics. El 8 d'octubre de 2010 va ser nomenat viceministre d'Esports, Turisme i Política de Joventut pel llavors primer ministre Vladímir Putin. El 2011 va ser nomenat cap de la delegació russa per als Jocs Olímpics d'estiu de 2012. També va exercir com a representant de Rússia a l'Agència Mundial Antidopatge.
El 19 d'octubre de 2016 va ser nomenat ministre d'Esports al gabinet de Dmitri Medvedev. Va dimitir del càrrer el 15 de gener de 2020.  El març de 2020 va ser nomenat membre de la junta i director executiu adjunt de relacions amb el Govern Federal per Gazprom Neft.